# Zemský hejtman
Zemský hejtman (německy Landeshauptmann) je označení zemského představeného, dnes především předsedy vlády rakouských spolkových zemí a italské autonomní provincie Bolzano (Jižní Tyrolsko). Ve Vídni se obdobná funkce označuje jako starosta (Bürgermeister).

## Historie
Označení zemských správců jako hejtmanů (capitaneus) přinesl do střední Evropy z Itálie Friedrich II. a v českém prostředí zdomácnělo již během 13. století. Prvním hejtmanem byl olomoucký biskup Bruno, kterého Přemysl Otakar II. jmenoval hejtmanem v nově nabytém Štýrsku. Za Václava II. se označení ujalo i na Moravě. Ve 14. století se k jejich správní funkci přidala i funkce finanční. Protože byli hejtmani vybíráni především z místní šlechty, stali se zástupci jak krále tak i stavů a přísahali tedy obvykle panovníkovi i zemi. Označení hejtman se v té době přeneslo i na fojty Horní a Dolní Lužice, Braniborska, Míšeňska a Durynska a rozšířilo se i do Slezska.
Postupně nabýval hejtmanský úřad více stavovské povahy, zvláště na Moravě, kde mělo obsazení úřadu zemského hejtmana v důsledku trvalé nepřítomnosti krále nepřetržitý charakter. V Čechách naopak byli hejtmani jmenováni jen příležitostně, v jeden čas mohlo být pověřeno správou země i více osob. Počátkem 16. století hejtmanský úřad z Čech úplně mizí. Ve Slezsku se potom vyvinula instituce vrchního hejtmana příslušného pro všechna knížectví, některá knížectví však měla i hejtmany vlastní.
Na Moravě se stal zemský hejtman na základě Obnoveného zřízení zemského opět královským úředníkem, po správních reformách 30. a 40. let 17. století předsedal Královskému tribunálu, novému nejvyššímu zeměpanskému správnímu úřadu na Moravě, zároveň však stál nadále v čele zemské stavovské obce, z jejíhož středu byl vybírán. Podobně byl reformován úřad vrchního hejtmana ve Slezsku, který stanul v čele kolektivního vládního orgánu – slezského vrchního úřadu.
Po tereziánských reformách stanul moravský zemský hejtman v čele nově zřízeného gubernia, v čele stavovské obce stál z pozice předsedy zemského výboru. Po ústavních reformách v roce 1861 předsedal zemský hejtman moravskému zemskému sněmu a zůstal jím až do zániku monarchie.
Podobně jako na Moravě existovala v letech 1861–1918 funkce zemského hejtmana také v některých historických zemích Rakouska-Uherska, a to ve Slezsku, Bukovině, v Horním Rakousku, ve Štýrsku, Korutansku, Kraňsku, Salcbursku, ve Vorarlbersku, Tyrolsku a v Přímoří. Byl tak označován předseda zemského sněmu dotyčné země, který byl vybírán císařem z řad poslanců zemského sněmu.
V Českých zemích funkci zemského hejtmana oživila politická strana Koruna Česká (monarchistická strana Čech, Moravy a Slezska), která prosazuje návrat k zemskému zřízení a odráží to i ve své vnitřní organizaci, rozčleněné podle tří historických zemí (Čechy, Morava, Slezsko). Zemští hejtmani Koruny České jsou pak nejvyšší představitelé těchto tří zemských organizací strany.

## Seznam rakouských zemských hejtmanů a autonomní provincie Bolzano
| Spolková země               | Jméno                      | Politická strana |
| --------------------------- | -------------------------- | ---------------- |
| Vídeň                       | Michael Häupl              | SPÖ              |
| Burgenlandsko               | Hans Niessl                | SPÖ              |
| Štýrsko                     | Franz Voves                | SPÖ              |
| Dolní Rakousy               | Johanna Miklová-Leitnerová | ÖVP              |
| Horní Rakousy               | Thomas Stelzer             | ÖVP              |
| Korutany                    | Peter Kaiser               | SPÖ              |
| Salcbursko                  | Wilfried Haslauer          | ÖVP              |
| Tyrolsko                    | Günther Platter            | ÖVP              |
| Autonomní provincie Bolzano | Arno Kompatscher           | SVP              |
| Vorarlbersko                | Markus Wallner             | ÖVP              |